# Прыдки
Прыдки — хутор Даниловского района Волгоградской области, в составе Ореховского сельского поселения. Расположен на правом берегу реки Медведицы в 21 км к северо-востоку от Даниловки.
Население — 30 (2010)

## История
Основан как владельческий посёлок Прытков. Посёлок относился к Усть-Медведицкому округу Земли Войска Донского (с 1870 — Область Войска Донского). В 1859 году в слободе проживало 186 душ мужского и 226 женского пола. После отмены крепостного права посёлок включён в состав Ореховской волости. Большая часть населения была неграмотной. Согласно переписи населения 1897 года в посёлке проживало 296 мужчин и 255 женщин, из них грамотных: мужчин — 99, женщин — 12.
Согласно алфавитному списку населённых мест Области Войска Донского 1915 года в посёлке имелось сельское правление, молитвенный дом, церковь, приходское училище, земельный надел составлял 245 десятин, проживало 462 мужчины и 437 женщин.
С 1928 года — в составе Даниловского района Камышинского округа (упразднён в 1930 году) Нижне-Волжского края (с 1934 года — Сталинградского края, с 1936 года — Сталинградской области, с 1961 года — Волгоградской области).
В 1963 году передан в состав Котовского района, в 1964 году передан в состав Руднянского района В 1966 году передан передана в состав Даниловского района.

## Общая физико-географическая характеристика
Хутор находится в степной местности, в балке, в пределах возвышенности Медведицкие яры, на правом берегу реки Медведицы, от которой отделён полосой пойменного леса. Высота центра населённого пункта — около 110 метров над уровнем моря. Почвы — чернозёмы южные.
По автомобильным дорогам расстояние до административного центра сельского поселения села Орехово — 7,4 км, до районного центра рабочего посёлка Даниловка — 21 км, до областного центра города Волгоград — 260 км.
Часовой пояс
Прыдки, как и вся Волгоградская область, находится в часовой зоне МСК (московское время). Смещение применяемого времени относительно UTC составляет +3:00.

## Население
Динамика численности населения по годам:
| 1859 | 1873 | 1897 | 1915 | 1987 | 2002 |
| ---- | ---- | ---- | ---- | ---- | ---- |
| 412  | 444  | 551  | 899  | ≈140 | 71   |

| 2010 |
| ---- |
| 30   |